# Clubbing TV
Clubbing TV là kênh truyền hình chuyên biệt về âm nhạc điện tử, DJ và văn hóa nhạc Dance.

## Lịch sử
Kênh được ra mắt vào ngày 19 tháng 1 năm 2009, nhân dịp khai mạc phiên bản thứ 43 của Midem tại Cannes. Ý tưởng bắt nguồn từ cuộc gặp gỡ của các chuyên gia Nhạc Dance, DJ Quốc tế, Nhà quảng bá, Giám đốc nhãn hàng.
Clubbing TV là đối tác chính thức của một số lễ hội nhạc điện tử lớn nhất hành tinh và sẽ đưa bạn đến trung tâm của các sự kiện nổi tiếng như Amsterdam Dance Event, Hội nghị âm nhạc mùa đông ở Miami, Hội nghị thượng đỉnh âm nhạc quốc tế Ibiza, Lễ hội Time Warp, I Love Techno, Tomorrowland, Exit Festival, Electrobeach Music Festival và các bữa tiệc câu lạc bộ tại Ibiza.

## Phân phối
Kênh được phát sóng tại Pháp, cũng như ở Nga kể từ tháng 4 năm 2017  và ở khu vực Châu Á - Thái Bình Dương, Trung Đông, Úc và Đông Phi thông qua vệ tinh MEASAT-3a (C-band).
Tại Việt Nam, kênh đã từng được phát sóng trên MyTV trong năm 2020.